# ザ・ビーチ・ボーイズ・クリスマス・アルバム
ザ・ビーチ・ボーイズ・クリスマス・アルバム(The Beach Boys' Christmas Album)は、1964年にリリースされたザ・ビーチ・ボーイズのアルバム。5曲のオリジナルと7曲のスタンダード曲が収録された。
オリジナル曲の内「リトル・セイント・ニック」は前年のヒット・シングルであり現在はクリスマスのスタンダード曲と見なされる。「ザ・マン・ウィズ・オール・ザ・トイズ」はもう一つのクリスマス・ヒットとなった。「クリスマス・デイ」はアル・ジャーディンがリード・ヴォーカルを担当した初の曲となった。
7曲のスタンダード・ナンバーのアレンジは、ストリングス、ヴォーカル共に、ザ・フォー・フレッシュメンも手がけたディック・レイノルズによるものである。

## 曲目
1. リトル・セイント・ニック - Little Saint Nick (Brian Wilson/ Mike Love) 2:00
  - こちらに収録されているのは、アルバムバージョンで、1963年にリリースされたシングル盤とは異なる。
2. ザ・マン・ウィズ・オール・ザ・トイズ - The Man With All The Toys (Brian Wilson/Mike Love) 1:32
3. サンタのおかげ - Santa's Beard (Brian Wilson/Mike Love) 2:00
4. メリー・クリスマス・ベイビー - Merry Christmas, Baby (Brian Wilson) 2:20
5. クリスマス・デイ - Christmas Day (Brian Wilson) 1:47
6. フロスティ・ザ・スノウマン - Frosty The Snowman (Steve Nelson/Jack Rollins) 1:54
7. 三人の聖者 - We Three Kings Of Orient Are (John Henry Hopkins) 4:03
8. ブルー・クリスマス - Blue Christmas (Billy Hayes/Jay W. Johnson) 3:09
9. サンタが街にやってくる - Santa Claus Is Comin' To Town (J. Fred Coots/Haven Gillespie) 2:20
10. ホワイト・クリスマス - White Christmas (Irving Berlin) 2:29
11. お家でクリスマス - I'll Be Home For Christmas (Kim Gannon/Walter Kent/Buck Ram) 2:44
12. 蛍の光 - Auld Lang Syne (Trad. Arr. Brian Wilson) 1:19

ボーナス・トラック
1. リトル・セイント・ニック（シングル・ヴァージョン） - Little Saint Nick
  - ヴィブラフォンと鈴がオーバーダビングされたシングル・バージョン。
2. 蛍の光（別ミックス） - Auld Lang Syne
3. リトル・セイント・ニック（別ヴァージョン） - Little Saint Nick

現在発売されているCDは1977年録音の未発表クリスマス・アルバム『Merry Christmas From The Beach Boys』の一部を併録している。